# Ichthyophis singaporensis
La cecilia de Singapur (Ichthyophis singaporensis) es una especie de anfibios gimnofiones de la familia Ichthyophiidae.

## Distribución y hábitat
Esta especie se conoce por un único ejemplar recogido en Singapur. Los ejemplares citados como I. singaporensis en la península de Malaca deben ser reexaminados. Se considera por tanto de un endemismo de Singapur.
Su hábitat natural incluye bosques tropicales o subtropicales secos a baja altitud, ríos, corrientes intermitentes de agua, plantaciones, jardines rurales, zonas previamente boscosas ahora muy degradadas, tierras de irrigación, y tierra cultivable inundada por estaciones.